# 柴田理惠
柴田理惠（1959年1月14日—）是日本女演员、配音演员、搞笑艺人。出生於富山縣。

## 外部連結
- 柴田理恵 （页面存档备份，存于） - WAHAHA本舗
- 柴田理恵 （页面存档备份，存于） - NHK人物録